# Carl Williams (Boxer)
Carl „The Truth“ Williams (* 11. November 1959 in Belle Glade, Florida; † 7. April 2013) war ein US-amerikanischer Schwergewichtsboxer.

## Laufbahn
Carl Williams hatte eine Amateurbilanz von 21-1 und wurde 1982 Profi und schlug zunächst eine Reihe unbekannter Aufbaugegner, bis er im Oktober 1984 James Tillis nach Punkten besiegen konnte und einen ersten Titelkampf bekam. In diesem verlor er am 20. Mai 1985 zwar einstimmig aber äußerst umstritten gegen den IBF-Titelträger Larry Holmes.
In seinem nächsten Kampf konnte er den damals ungeschlagenen Jesse Ferguson durch Technischen K. o. in der zehnten Runde schlagen, war aber gegen den durchschnittlich schlagstarken Ferguson zweimal am Boden. In der folgenden Auseinandersetzung mit Ex-Titelträger Mike Weaver ging er dann allerdings schon in Runde zwei k. o.
1987 gelang ihm ein vorzeitiger Sieg gegen Bert Cooper und auch den ehemaligen WBC-Titelträger Trevor Berbick schlug er nach Punkten.
Damit qualifizierte er sich für einen Weltmeisterschaftskampf gegen Mike Tyson, den er mit einer ganzseitigen Anzeige in der Sonntagsausgabe der New York Times mit dem Inhalt „Is Mike Tyson afraid of The Truth?“ provoziert hatte. In der Begegnung am 21. Juli 1989 war er jedoch chancenlos und ging bereits nach einem einzigen linken Haken in Runde eins k. o.
1991 verlor er dann nach Punkten gegen Tim Witherspoon. Er boxte noch bis 1997, diente dabei aber hauptsächlich als Aufbaugegner für Nachwuchsboxer; unter anderem unterlag er gegen Frank Bruno und Alexander Solkin. Gegen Tommy Morrison konnte er 1993 noch einen Achtungserfolg erzielen, als er diesen zwei Mal in der fünften Runde am Boden hatte, bevor er aber schließlich selbst k. o. ging.
Williams arbeitete zuletzt in einem New Yorker Wolkenkratzer als Brandschutzbeauftragter; diese Tätigkeit hatte ihm Gerry Cooney vermittelt, für dessen Wohlfahrtsorganisation F.I.S.T. sich Williams engagierte.